# سهيل المنصوري
سهيل المنصوري (مواليد 19 مايو 1993) لاعب كرة قدم إماراتي يجيد اللعب في الوسط.

## مسيرة اللاعب
بدأ مع نادي الوحدة و أعير إلى نادي الشارقة مطلع عام 2018 وانتقل إلى نادي الظفرة في صيف 2018 و عاد إلى نادي الوحدة في صيف 2022.

## روابط خارجية
- سهيل المنصوري على موقع قاعدة بيانات كرة القدم.إي يو (الإنجليزية)
- سهيل المنصوري على موقع Soccerway.com (الإنجليزية)